# Skořice (okres Rokycany)
Skořice (množné číslo, do roku 1949 jednotné) jsou obec v okrese Rokycany v Plzeňském kraji. Leží zhruba jedenáct kilometrů jihovýchodně od Rokycan. Žije zde 279 obyvatel.

## Historie

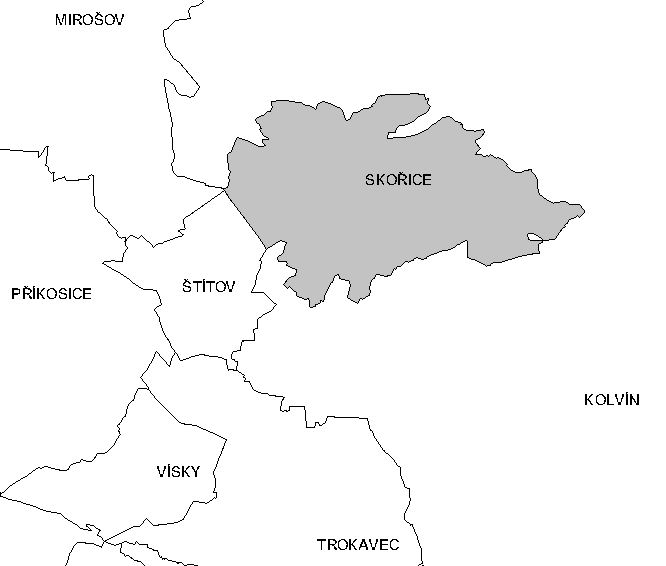
Katastrální území obce Skořice před rozšířením roku 2016

První písemná zmínka o obci pochází z roku 1352. Obec se jmenuje podle kostela, nikoli podle koření, jde tedy o obec lidu Skorových.
V souvislosti se zánikem vojenského újezdu Brdy bylo k 1. lednu 2016 k obci připojeno katastrální území Skořice v Brdech, které vzniklo na území bývalé obce Kolvín k 10. únoru 2014. Toto území má rozlohu 20,013 659 km² a je zde evidováno 9 budov s adresami, 7 obydlených bytů a 21 obyvatel, dle sčítání lidu zde žilo 19 obyvatel.

## Obyvatelstvo
| Rok            | 1869  | 1880  | 1890  | 1900  | 1910  | 1921  | 1930 | 1950 | 1961 | 1970 | 1980 | 1991 | 2001 | 2011 | 2021 |
| -------------- | ----- | ----- | ----- | ----- | ----- | ----- | ---- | ---- | ---- | ---- | ---- | ---- | ---- | ---- | ---- |
| Počet obyvatel | 1 359 | 1 459 | 1 502 | 1 286 | 1 094 | 1 023 | 960  | 479  | 370  | 322  | 290  | 233  | 263  | 255  | 254  |
| Počet domů     | 160   | 181   | 178   | 186   | 186   | 183   | 183  | 94   | 88   | 82   | 82   | 95   | 108  | 114  | 124  |

## Obecní správa
Mezi lety 1869–1979 Skořice byly obcí v okrese Plzeň (1869–1890) a později v okrese Rokycany. Od 1. dubna 1980 do 28. února 1990 patřily jako část města k Mirošovu a od 1. března 1990 jsou opět samostatnou obcí. V roce 1869 k obci patřil Kolvín a v letech 1869–1921 také Štítov.

### Obecní symboly
Znak a vlajka byly obci uděleny rozhodnutím předsedy Poslanecké sněmovny Parlamentu České republiky dne 21. června 1999.

## Pamětihodnosti
- Zřícenina hradu Dršťka (Losumberk), typické vladycké sídlo ze 13.–14. století, leží asi jeden kilometr jižně od obce[12]
- Kostel svatého Václava, jednolodní s pětibokým gotickým presbytářem; poprvé písemně zmíněn k roku 1352, [13], 3 oltáře barokní; [14]
- Fara čp. 44, budova ze 2. poloviny 18. století [15]
- bývalý klasicistní (Skřivanův) Strnadův mlýn
- bývalý secesní Mulačův mlýn, postavený v roce 1863 Václavem Mulačem (1823–1895), otcem lékaře Jana Mulače[16]
- Západně od vesnice leží přírodní památka Louky pod Palcířem.

## Osobnosti
- Jan Mulač (1891–1951), porodník a operatér, majitel a lékař Mulačova sanatoria (léčebného ústavu pro chirurgii a porodnictví) v Plzni. Na vlastní náklady dal opravit požárem poničený skořický kostel včetně oltářů a pořídil nový zvon.

## Galerie

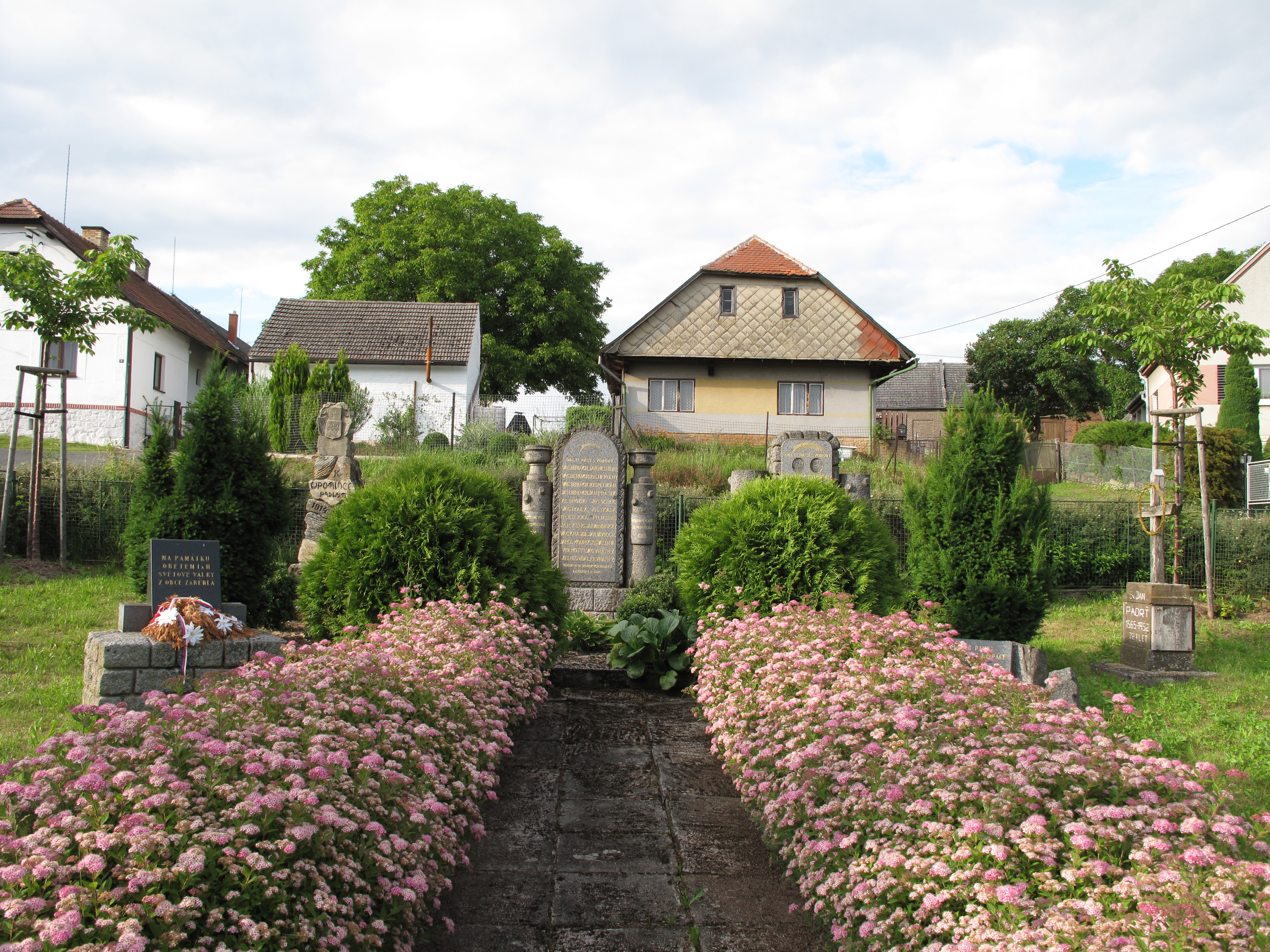
Pomníky
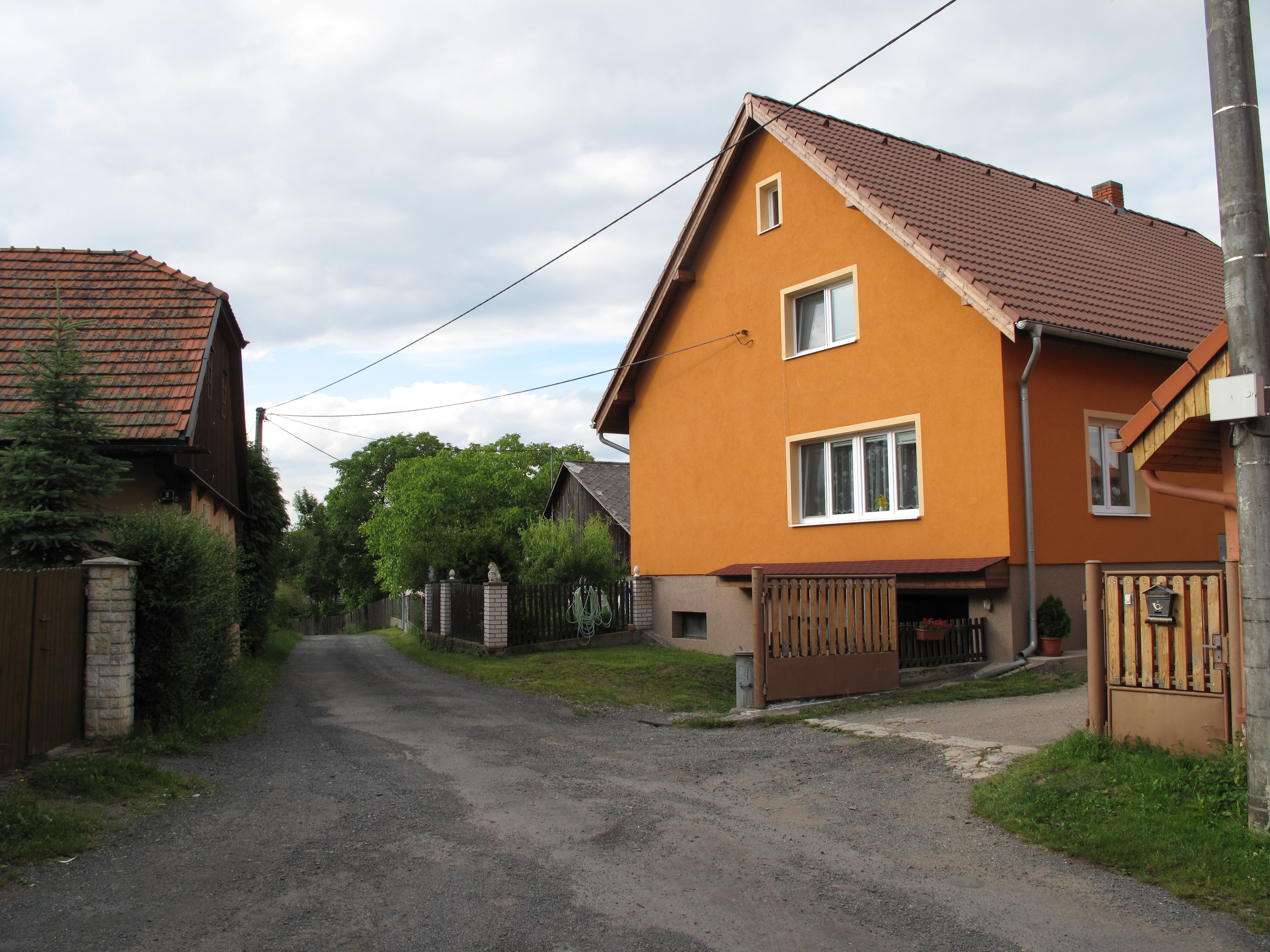
Novostavba
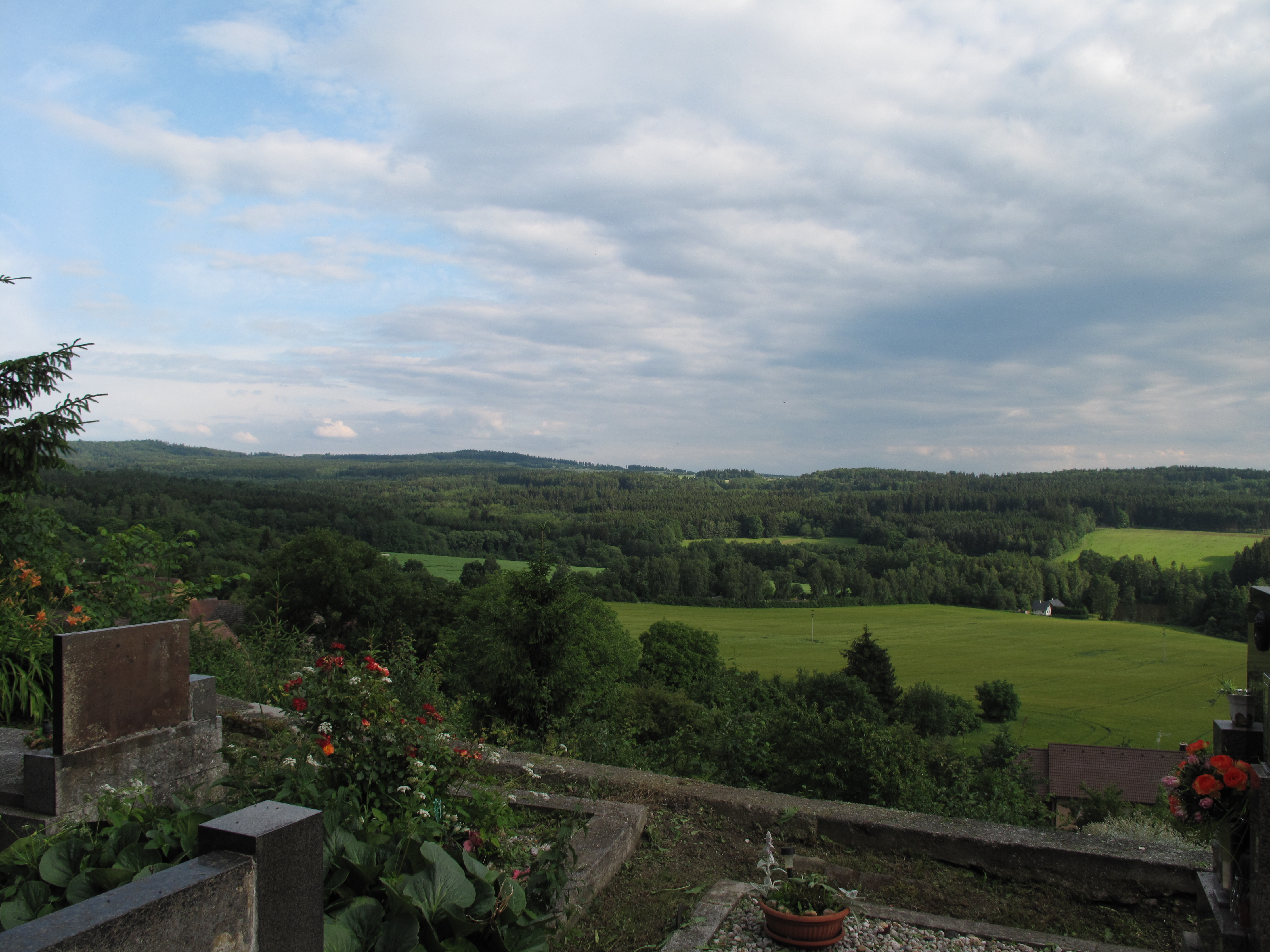
Louky a lesy v okolí
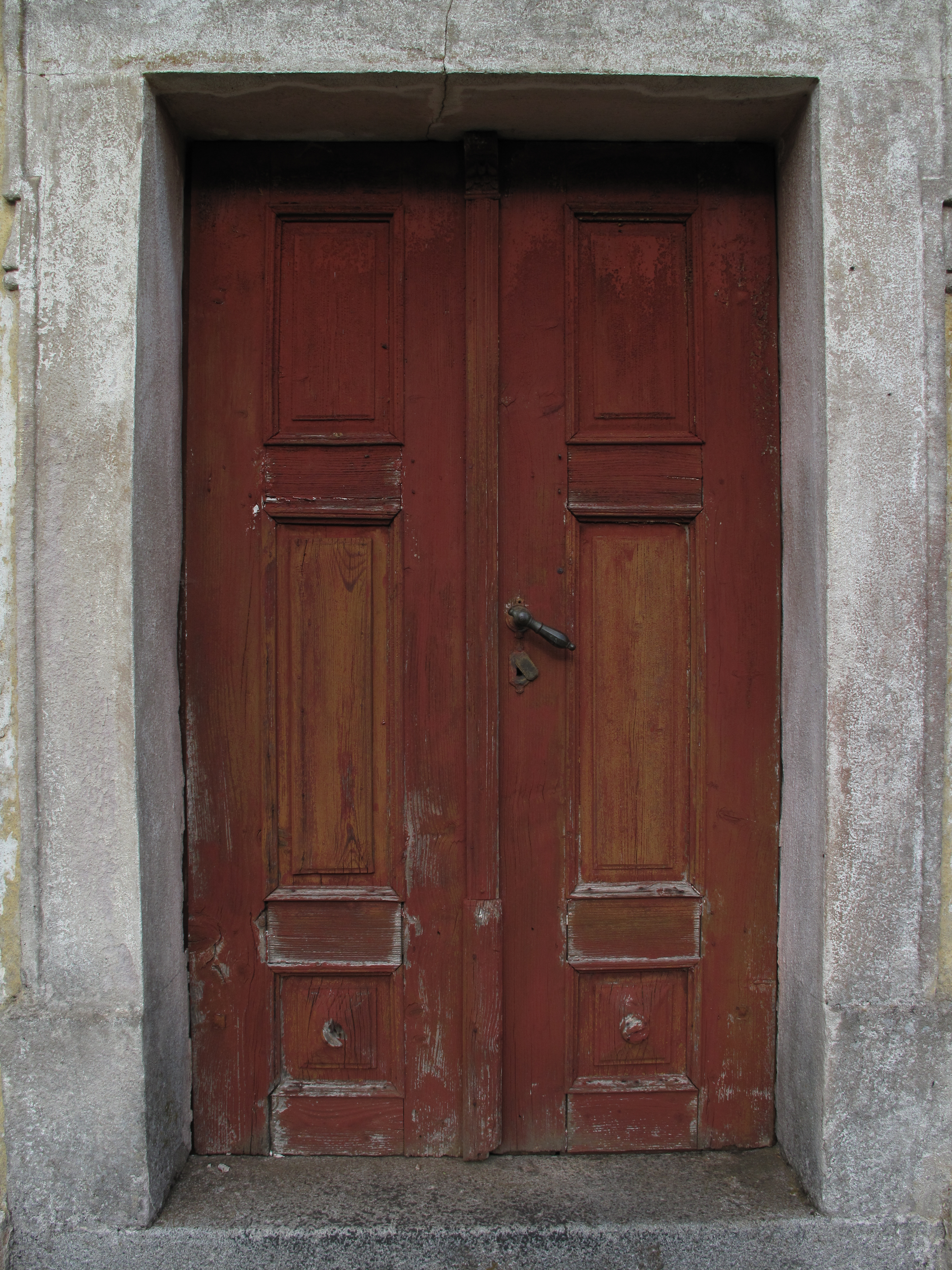
Dveře kostela